# Nélia Soares Menezes

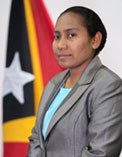
Nélia Soares Menezes

Nélia Soares Menezes (* 6. November 1986 in Dili, Osttimor) ist eine Politikerin aus Osttimor. Sie ist Mitglied der Partei FRETILIN und stellvertretende Generalsekretärin der FRETILIN-Jugend. 2016 war sie stellvertretende Sekretärin für internationale Kontakte der FRETILIN.

## Werdegang
Menezes hat einen Bachelor-Titel in Gemeindeentwicklung inne. 2017 war sie im Staatssekretariat für Jugend und Arbeit im  Bildungsministerium Chefin des Kabinetts.
Bei den Parlamentswahlen in Osttimor 2017 kandidierte Menezes chancenlos auf Platz 42 der FRETILIN-Liste. Bei den vorgezogenen Wahl am 12. Mai 2018 gelang ihr der Einzug in das Nationalparlament auf Platz 15. Menezes wurde zunächst Mitglied in der parlamentarischen Kommission für Bildung, Jugend, Kultur und Bürgerrechte (Kommission F) und nach deren Umstrukturierung am 16. Juni 2020 Sekretärin der Kommission für Öffentliche Finanzen (Kommission C).
Bei den Parlamentswahlen 2023 trat Menezes nicht an.